# Acalolepta griseoplagiata
Acalolepta griseoplagiata är en skalbaggsart som först beskrevs av Stefan von Breuning 1935.  Acalolepta griseoplagiata ingår i släktet Acalolepta och familjen långhorningar.
Artens utbredningsområde är Sri Lanka. Inga underarter finns listade i Catalogue of Life.